# Приступить к ликвидации (фильм)
«Приступи́ть к ликвида́ции» — советский широкоформатный двухсерийный детективный художественный фильм, снятый в 1983 году режиссёром Борисом Григорьевым. Экранизация романа Эдуарда Хруцкого «Четвёртый эшелон» из серии произведений о начальнике отдела по борьбе с бандитизмом МУРа полковнике Иване Александровиче Данилове и его товарищах. Роман «Приступить к ликвидации» также входит в эту серию, но он повествует о событиях 1943 года.

## Сюжет
Весна 1945 года. Близится конец Великой Отечественной войны. В Западной Белоруссии вблизи Гродно действует банда, возглавляемая матёрым уголовником, бывшим пособником немцев Болеславом Круком.
В это же время в Москве обнаружен труп некоего Судина, оказавшегося рецидивистом по кличке «Мордёнок».
Расследуя его смерть, оперативная группа Московского уголовного розыска, возглавляемая полковником Иваном Александровичем Даниловым, выходит на связанного с Мордёнком и Болеславом Круком бывшего военного лётчика Чистякова (он же Алтунин), ставшего дезертиром и пособником бандитов.
Раскаиваясь в содеянном и желая искупить свою вину, Чистяков выражает согласие принять участие в операции по ликвидации банды.

## В ролях
- Олег Стриженов — Иван Александрович Данилов, полковник милиции, начальник отдела по борьбе с бандитизмом МУРа
- Михаил Жигалов — Михаил Никитин, капитан милиции, сотрудник отдела по борьбе с бандитизмом МУРа
- Василий Лановой — Вадим Гаврилович Чистяков (Алтунин), лётчик, полковник, капитан авиации
- Валерий Войтюк — Сергей Белов, старший лейтенант из отдела по борьбе с бандитизмом
- Георгий Юматов — Серебровский, начальник Главного управления борьбы с бандитизмом МУРа, полковник милиции
- Надежда Бутырцева — Лариса Анатольевна, певица, подруга Алтунина
- Александр Филиппенко — Андрей Дмитриевич Блинов, «Копчёный», «вор в законе»
- Ольга Сирина — Зоя Литовская
- Владимир Гусев — Валька «Крест», налётчик из Тулы
- Леонид Белозорович — Токмаков, капитан милиции
- Александр Галибин — Степан Казимирович Бурковский, «Кузыма»
- Артур Нищёнкин — Тутык, почтальон, пособник и связной банды Болеслава Крука
- Дмитрий Орловский — Чернышёв, следователь прокуратуры
- Виктор Шульгин — Павел Петрович Одинцов, полковник милиции
- Иван Косых — Лобанов
- Елена Морозова — девочка на пожарище (как Евгения Григорьева)
- Александр Пашутин — Платонов, начальник отделения милиции
- Виталий Беляков — Болеслав Крук, изменник Родины, уголовник, главарь банды
- Борис Сморчков — Владимир Данилович Екатеринычев, водитель
- Люсьена Овчинникова — Климова
- Татьяна Гаврилова — соседка Судина
- Владимир Смирнов — Василий Андреевич Соколов, участковый, лейтенант милиции
- Светлана Чачава — Зульфия Аликперовна Валиева, заведующая аптекой

## Съёмочная группа
- Автор сценария: Эдуард Хруцкий
- Режиссёр: Борис Григорьев
- Операторы:
  - Пётр Катаев
  - Александр Рыбин
- Художник: Борис Дуленков
- Композитор: Георгий Дмитриев

## Создание фильма
Сценаристом фильма выступил автор романа «Четвёртый эшелон» Эдуард Хруцкий, а консультантом — полковник Игорь Дмитриевич Скорин, послуживший прототипом главного героя романа — полковника Данилова. В числе заслуг Скорина — ликвидация знаменитой красногорской банды Митина, с которой во многом списана «Чёрная кошка» братьев Вайнеров из «Эры милосердия» («Место встречи изменить нельзя»). Режиссёр Борис Григорьев стремился подобрать на роль Данилова актёра, похожего на Скорина, что ему вполне удалось — по словам самого Хруцкого, «главного героя блистательно сыграл Олег Стриженов».